# 삐아
삐아(Bbia Co., Ltd.)는 대한민국의 색조 화장품  기업이다. 본사는 인천광역시 연수구 컨벤시아대로 165 32층 일부(송도동, 동북아트레이드타워)에 위치해 있으며 대표이사는 박광춘이다. 사명을 스카이공공칠에서 현재의 사명으로 변경하였다.

## 상장
2024년 4월 25일에 신영해피투모로우제7호기업인수목적㈜와 스팩 합병을 통해 코스닥 시장에 상장하였다.

## 참고문헌
1. ↑  새내기株 삐아, 화장품 화색에 ‘上’…아스트 29% ‘급락’, 이투데이, 2024-04-30
2. ↑  삐아, 스팩합병 상장 첫날 강세, 이투데이, 2024-04-25